# The Brass Buttons
Pour les articles homonymes, voir Brass Buttons.
The Brass Buttons est un groupe espagnol de rock indépendant, originaire d'El Puerto de Santa María, dans la Province de Cadix.
Formé en 2005, il est considéré par la presse comme l'un des meilleurs groupes de rock américain d'Espagne,
.

## Historique
Issus des cendres des groupes Maddening Flames et Driver 8, deux des groupes les plus importants originaires de la Province de Cadix, Victor Navarro et Juanlu Gonzalez Victor Navarro et Juanlu Gonzalez décident de lancer un nouveau projet en 2005 avec Maria Palacios, Antonio Serrano, David Gomez-Calcerrada et David Ponce. The Brass Buttons tirent leur nom d'une chanson bien connue de l'artiste américain Gram Parsons.
Après deux ans de répétitions, leur premier album, Wet Behind the Ears, est publié à la fin de 2008 au label madrilène Rock Indiana, qui a déjà signé des artistes comme Mamá et the Sunday Drivers, parmi d'autres. L'album est enregistré et produit par Paco Loco, et masterisé par Mario G. Alberni. L'album se compose de 13 morceaux qui « distillent encore le son caractéristique des groupes de guitare roots yankee et aussi de nouvelles influences grâce à l'assimilation d'autres instruments (cordes, métaux, synthétiseurs). »
En 2011, ils sortent un deuxième album, SOS Songs from Space, toujours chez Rock Indiana, coproduit par Paco Loco. Ce deuxième opus, publié en format disco-comique, raconte les aventures interstellaires du Capitaine Sidrocket à travers une bande-son dans laquelle les paroles des 16 morceaux sont le scénario de la bande dessinée elle-même. L'univers de Sidrocket est réalisé par l'illustrateur madrilène José Fragoso. Il est très bien accueilli par la presse spécialisée nationale,, et à la radio.
Ils participent régulièrement aux principaux festivals indépendants nationaux (Monkey Week, Mirador Pop, Alta Fidelidad), effectuent en 2009 une tournée nationale avec The Primary 5. En septembre de 2011, leur deuxième album est nommé dans la catégorie du « meilleur album de rock » au festival de Caceres Pop-Art.

## Membres
- Maria Palacios - chant
- Antonio Serrano - batterie, percussions
- David Gómez-Calcerrada - guitare, chœurs
- Víctor Navarro - guitares, chœurs, claviers, programmations
- Juanlu González - basse
- David Ponce - guitare électrique

## Discographie
- 2008 : Wet Behind the Ears (Rock Indiana)
- 2011 : S.O.S. Songs from Outer Space (Rock Indiana)
- 2017 : Seven Seasons (Rock Indiana)